# Váradi Balogh László
Váradi Balogh László névvariáns: Váradi-Balogh László (Nagyvárad, 1916. október 2. – 2000. február 4.)  magyar színész, író.

## Életpályája
Nagyváradon született, 1916. október 2-án. Hetényi Döme Színiiskolájában végzett 1935-ben.

„Nagyváradon, színiiskoláskoromban, tanárom: Hetényi Elemér – akihez Dajka Margit ajánlott be – többször, de nem eléggé sűrűn tanácsolta: Lehetőleg minden előadást meg kell nézni, jót, rosszat. Az utóbbiból is lehet tanulni, főképpen azt, mit, hogyan nem szabad csinálni.”

 Pályáját a Kolozsvári Színháznál kezdte. 1936-tól vándorszínészként járta az országot. 1945-től a Nagyváradi Színházban játszott. 1965-től a Veszprémi Petőfi Színház, a győri Kisfaludy Színház, 1967-től a Bartók Gyermekszínház és a Nemzeti Színház foglalkoztatta. 1969-től a Fővárosi Operettszínház művésze volt. Vendégként játszott a Játékszínben, a Várszínházban és a József Attila Színházban is. 1979-ben jelent meg önéletrajzi témájú könyve: Bakasirató címmel.

## Megjelent könyve
- Váradi-Balogh László: Bakasirató (Magvető Könyvkiadó, 1979)

## Színházi szerepeiből
- William Shakespeare: Lóvá tett lovagok... Mercade
- Peter Weiss: A vizsgálat... Tizenhatodik vádlott
- Andrej Andrejevics Voznyeszenszkij – Alekszej Ribnyikov: A remény (Juno és Avosz)... Püspök
- Jékely Zoltán: Mátyás király juhásza... Udvarnagy
- Hubay Miklós: Tüzet viszek... Öreg
- Bródy Tamás: Elfelejtett keringő... Dagon gróf
- Szinetár György: Én, Varga Katalin... Bige Károly, jobbágy
- John Kander – Fred Ebb – Bob Fosse: Chicago... Fogarty őrmester
- Alan Jay Lerner – Frederick Loewe: My Fair Lady... Boxington
- Asperján György – Madarász Iván – Miklós Tibor: Robin Hood... Apát
- Hervé: Nebáncsvirág... Káplár
- Békeffi István – Lajtai Lajos: Mesék az írógépről... Inas
- Békeffi István – Fényes Szabolcs: A kutya, akit Bozzi úrnak hívtak... Parker
- Lehár Ferenc: Cigányszerelem... Dimetreanu, polgármester
- Kálmán Imre: Csárdáskirálynő... Gróf
- Kálmán Imre: Cirkuszhercegnő... Brusowszky adjutáns

## Filmek, tv
- Hideg napok (1966)
- Kárpáthy Zoltán (1966)
- Az utolsó ítélet (1970)
- A fekete város (1972)
- Három affér (1972)
- Felhőfejes (1973)
- Zrínyi (1973)
- Keménykalap és krumpliorr (sorozat)

- Kell egy véreb! című rész (1974)
- Tigrisugrás (1974)
- A csendháborító (1976)
- Sir John Falstaff (1977)
- Hunyadi László (1978)
- Szomszédok (sorozat)

- 61. rész (1989)
- 94. rész (1990)
- X polgártárs (1995)

## Rendezése
- Vadvirág